# Jack Disney
Jack Wayne Disney (Topeka, 15 de junho de 1930) é um ex-ciclista olímpico estadunidense. Representou sua nação nos Jogos Olímpicos de Verão de 1956, 1964 e 1968.